# Storchenturm (Zell am Harmersbach)

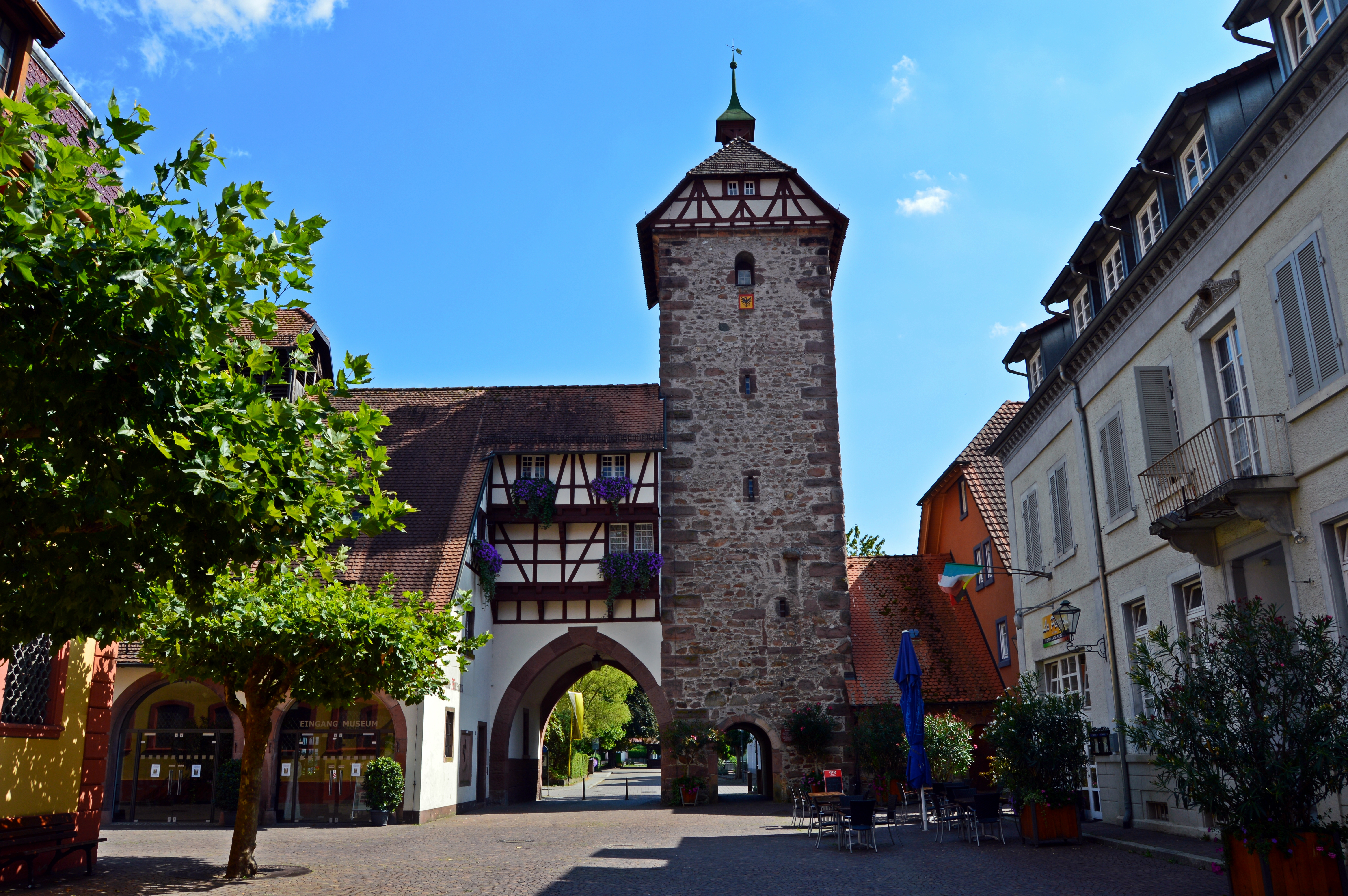
Wahrzeichen Storchenturm

Der Storchenturm ist ein mittelalterlicher Torturm der ehemaligen Stadtbefestigung in Zell am Harmersbach im Schwarzwald und beherbergt heute ein Heimatmuseum.

## Geschichte
Die Stadtbefestigung hatte ursprünglich drei Tore und mehrere Türme, von denen der Storchenturm mit 25 Metern der höchste war. Er wurde etwa 1330 errichtet. Die Tore wurden bereits im 19. Jahrhundert abgerissen. Der verbliebene Turm hat einen quadratischen Grundriss und ist aus Bruchsteinen errichtet. An den Ecken sind behauene Steine sichtbar. Aus dem abgebrochenen Untertor wurde ein Stein mit Reichsadler und eine Glocke, die „Arme-Sünder-Glocke“, im Turm angebracht. Der Name des Turms stammt von den früher dort nistenden Störchen. Bei Renovierungsarbeiten wurde 1991 wieder eine Unterlage für ein Storchennest auf dem Dach angebracht.

## Storchenturm-Museum
Das Museum zeigt auf 800 m² Ausstellungsfläche 3000 Exponate zur Geschichte der Stadt, dem Brauchtum und dem Handwerk. Dazu gehören ein Basler Totentanz aus Zizenhausener Terrakotta, ein Orchestrion und Porzellan aus der Zeller Fayence-Fabrik.